# Wilhelm Rademaker
Wilhelm Rademaker (* 29. Januar 1922 in Bremen; † 1996) war ein deutscher Politiker (CDU) und Mitglied der Bremischen Bürgerschaft. 

## Biografie
Rademaker war als Versicherungskaufmann und zuletzt als Versicherungsdirektor in Bremen tätig. Er war verheiratet.
Er wurde Mitglied der CDU und war als stellvertretender Bezirksvorsitzender des Christlichen Gewerkschaftsbundes (CGB) in Bremen aktiv.
Er war von 1963 bis 1967 Mitglied der 6. Bremischen Bürgerschaft und dort Mitglied verschiedener Deputationen, u. a. für Gesundheitswesen. Er war gesundheitspolitischer Sprecher seiner Fraktion. 